# Allionis Glockenblume
Allionis Glockenblume (Campanula alpestris) ist eine Pflanzenart aus der Gattung der Glockenblumen (Campanula).

## Beschreibung

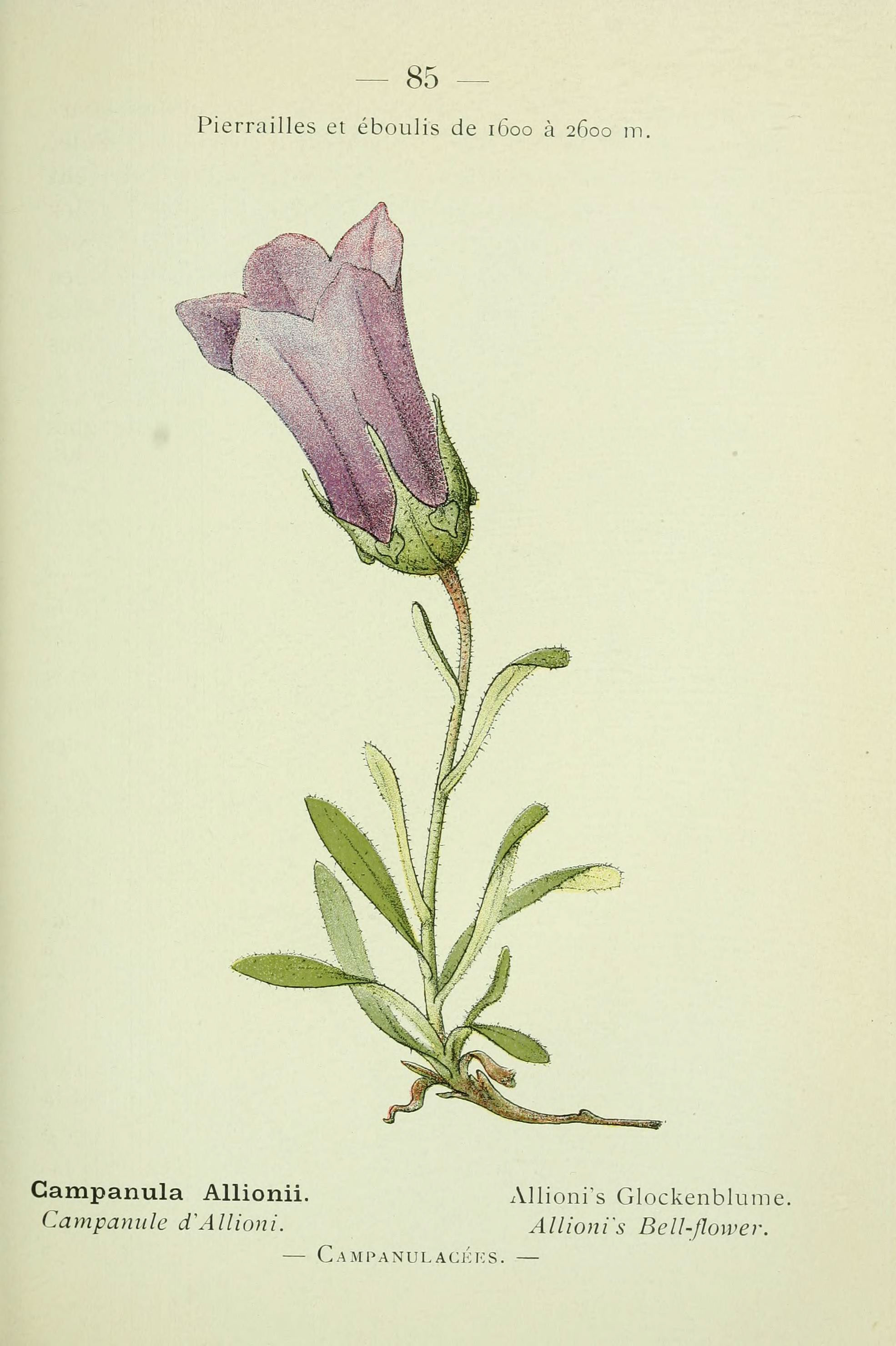
Illustration aus Nouvelle flore coloriée de poche des Alpes et des Pyrénées

### Vegetative Merkmale
Allionis Glockenblume ist eine ausdauernde krautige Pflanze, die Wuchshöhen von 5 bis 15 Zentimetern erreicht. Sie wächst in kleinen Gruppen oder einzeln. Die oberirdischen Pflanzenteile sind zerstreut behaart. Der Stängel ist aufrecht.
Die Grundblätter sind in Rosetten angeordnet, schmal-lanzettlich, ganzrandig bis schwach gezähnt und stumpf. Die Stängelblätter sind linealisch.

### Generative Merkmale
Die Blütezeit reicht von Juni bis August. Die meist einzelnen Blüten sind aufrecht oder geneigt.
Die zwittrigen Blüten sind radiärsymmetrisch und fünfzählig mit doppelter Blütenhülle. Die fünf Kelchzipfel sind linealisch und rau behaart. In den Kelchbuchten befinden sich herzförmige, zurückgeschlagene Anhängsel. Der Kelch ist halb so lang wie die Krone. Die Krone ist 3 bis 4 Zentimeter lang, glockig, blass- bis tief-violettblau gefärbt und kahl oder auf den Nerven behaart.

## Vorkommen
Allionis Glockenblume ist in Italien und Frankreich in den West- und Südwest-Alpen endemisch. Sie wächst auf kalkhaltigem Schiefer und Kalk in steinigen Rasen, Felsschutt und Felsgrus. Sie gedeiht in der subalpinen bis alpinen Höhenstufe in Höhenlagen von 1400 bis 2800 Metern.

## Taxonomie
Allionis Glockenblume wurde 1773 von Carlo Allioni in Auctuarium ad Synopsim Methodicam Stirpium Horti Regii Taurinensis ... Seite 11 als Campanula alpestris erstbeschrieben.

## Belege
- Xaver Finkenzeller, Jürke Grau: Alpenblumen (Steinbachs Naturführer). Mosaik Verlag GmbH, München 1996, ISBN 3-576-10558-1.